# Discours perdu de Lincoln

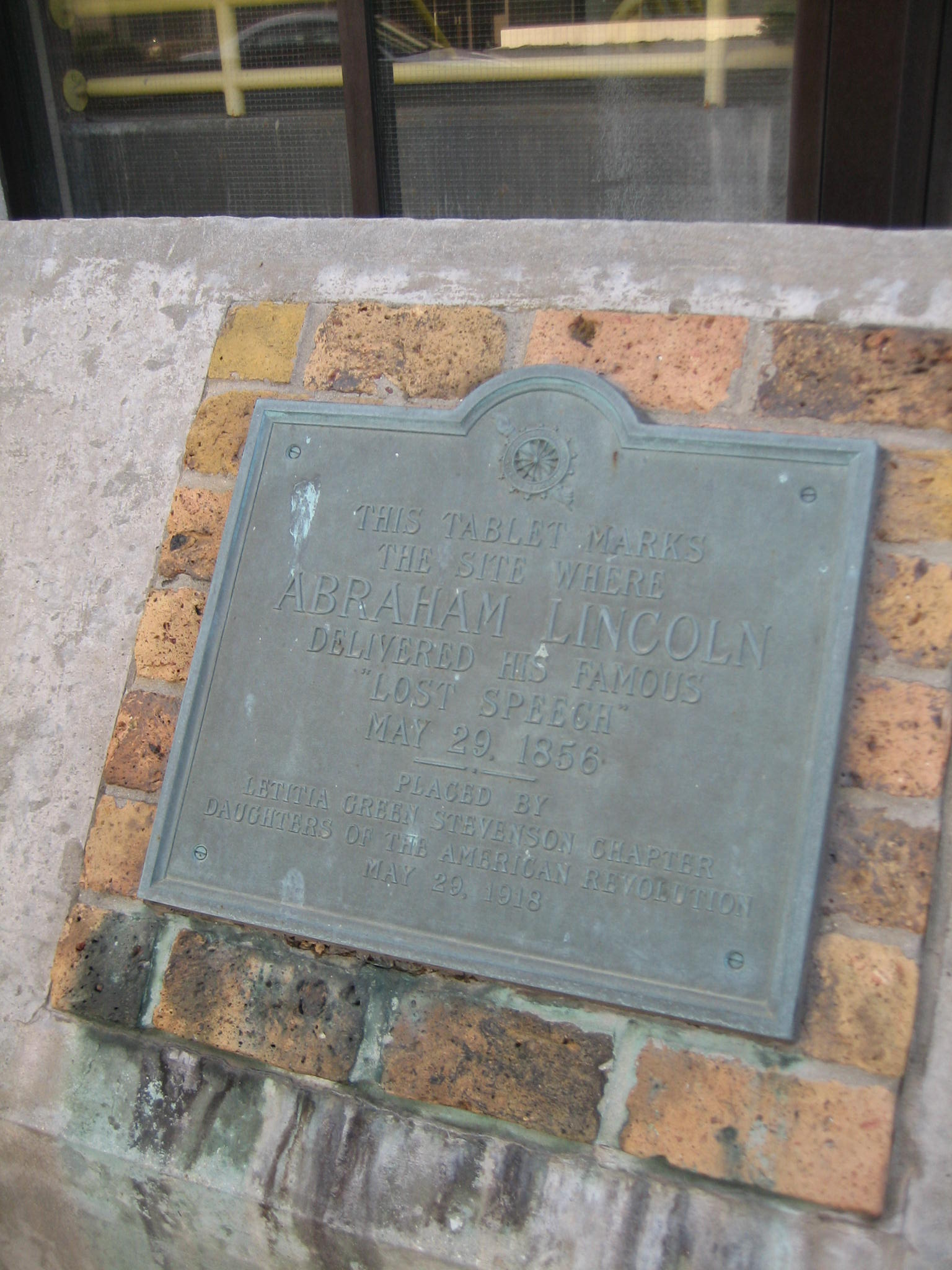
Plaque commémorative à Bloomington.

Le discours perdu de Lincoln (en anglais : Lincoln's Lost Speech) est un discours d'Abraham Lincoln prononcé lors de la convention de Bloomington (en) le 29 mai 1856. Cette convention pose les bases du parti républicain de l'Illinois.
Le discours est traditionnellement considéré comme « perdu » parce qu'il est si engageant que les journalistes aurait négligé de prendre des notes. Le discours serait une condamnation passionnée de l'esclavage.